# تونتشي جابريتش
تونتشي جابريتش (بالكرواتية: Tonči Gabrić)‏ (11 نوفمبر 1961 – 28 أكتوبر 2024) هو لاعب كرة قدم كرواتي في مركز حراسة المرمى، ولد في 11 نوفمبر 1961 في سبليت في كرواتيا. شارك مع منتخب كرواتيا لكرة القدم. أما مع النوادي، فقد لعب مع نادي باوك ونادي رادنيتشكي سبليت ونادي رييكا ونادي سيليك زينيكا وهايدوك سبليت.

## وصلات خارجية
- تونتشي جابريتش على موقع الاتحاد الدولي (مؤرشف)  (الإنجليزية)
- تونتشي جابريتش على موقع اتحاد كرواتيا (الكرواتية)
- تونتشي جابريتش على موقع قاعدة بيانات كرة القدم.إي يو (الإنجليزية)
- تونتشي جابريتش على موقع ناشيونال فوتبول تيمز (الإنجليزية)
- تونتشي جابريتش على موقع عالم كرة القدم.نت (الإنجليزية)